# Stig Carlsson (militär)
Stig Oskar Carlsson, född den 22 juni 1910 i Göteborgs Gamlestads församling, död den 23 juli 1937 i ett flyghaveri i Vättern (vid tiden folkbokförd i Riseberga församling i dåvarande Kristianstads län ), var en svensk militär (furir) i Flygvapnet.

## Biografi
Carlsson fick sitt aviatördiplom (nr 778) i september 1936. I juni året därpå, omkom han i samband med ett haveri nära Hästholmen under en övning som Flygvapnet vid Vätterns östra strand. Flygplanet som Carlsson flög var en Fokker S 6 och som navigatör hade han löjtnanten Gösta W Lilja från Bohusläns regemente (I 17). Lilja lyckades ta sig ur flygplanet men omkom vid nedslaget i vattnet. Stig Carlsson följde med flygplansvraket ner i djupet och låg där fram till att flygplanet hittades av ett dykarteam i augusti 2013 på 60 meters djup. Till en början valde Försvarsmakten att inte bärga Carlssons kvarlevor, men efter att anhöriga hört av sig till Försvarsmakten, valde man att genomföra en bärgning. Bärgningen genomfördes den 26 februari 2014, av tretton röjdykare från Fjärde sjöstridsflottiljen och fem dykare från Försvarsmaktens flygbärgningsgrupp, för att sedan begravas i slutet av april 2014 på Östra kyrkogården i Göteborg.
På en bergvägg vid Vätternstranden intill haveriplatsen höggs det ut en minnestext över Stig Carlsson. Platsen där minnestexten finns ligger nordväst om Stora Lunds gård, vilken sedan en tid tillbaka är golfklubb.